# إلدورادو (إلينوي)
إلدورادو (بالإنجليزية: Eldorado, Illinois)‏ هي مدينة تقع في الولايات المتحدة في إلينوي. يقدر عدد سكانها بـ 4,122 نسمة .

## التركيبة السكانية
حدّد مكتب تعداد الولايات المتحدة بيانات التركيبة السكانية لإلدورادو في تعداد الولايات المتحدة. في ما يلي، التركيبة السكانية حسب تعدادي 2000 و2010.

### تعداد عام 2000
بلغ عدد سكان إلدورادو 4,534 نسمة بحسب تعداد عام 2000، وبلغ عدد الأسر 1,945 أسرة وعدد العائلات 1,182 عائلة مقيمة في المدينة. في حين سجلت الكثافة السكانية 688 نسمة لكل كيلومتر مربع (1,781.9/ميل2). وبلغ عدد الوحدات السكنية 2,236 وحدة بمتوسط كثافة قدره 339.3 لكل كيلومتر مربع (878.8/ميل2).
وتوزع التركيب العرقي للمدينة بنسبة 98.26% من البيض و0.35% من الأمريكيين الأفارقة و0.22% من الأمريكيين الأصليين و0.02% من الأمريكيين ذوي الأصول الآسيوية و0.02% من سكان جزر المحيط الهادئ و0.22% من الأعراق الأخرى و0.90% من عرقين مختلطين أو أكثر و1.19% من الهسبانيون أو اللاتينيون من أي عرق.
بلغ عدد الأسر 1,945 أسرة كانت نسبة 30.1% منها لديها أطفال تحت سن الثامنة عشر تعيش معهم، وبلغت نسبة الأزواج القاطنين مع بعضهم البعض 45.8% من أصل المجموع الكلي للأسر، ونسبة 11.6% من الأسر كان لديها معيلات من الإناث دون وجود شريك،  بينما كانت نسبة 3.3% من الأسر لديها معيلون من الذكور دون وجود شريكة وكانت نسبة 39.2% من غير العائلات. تألفت نسبة 35.8% من أصل جميع الأسر من عدة أفراد يعيشون في نفس المنزل ونسبة 20.5% كانت تتألف من شخص يعيش بمفرده يبلغ من العمر 65 عاماً أو أكثر. وبلغ متوسط حجم الأسرة المعيشية 2.21، أما متوسط حجم العائلات فبلغ 2.86.
بلغ العمر الوسطي للسكان 42.1 عاماً. وكانت نسبة 22.2% من القاطنين تحت سن الثامنة عشر، وكانت نسبة 8.1% بين الثامنة عشر والرابعة والعشرين عاماً، ونسبة 23.4% كانت واقعةً في الفئة العمرية ما بين الخامسة والعشرين والرابعة والأربعين عاماً، ونسبة 21.4% كانت ما بين الخامسة والأربعين والرابعة والستين، ونسبة 19.7% كانت ضمن فئة الخامسة والستين عاماً فما فوق. يوجد لكل 100 أنثى 87.2 ذكر، ويوجد لكل 100 أنثى في الثامنة عشر من عمرها فما فوق 81.7 ذكر.
بلغ متوسط دخل الأسرة في المدينة 22,500 دولارًا، أما متوسط دخل العائلة فبلغ 30,861 دولارًا. وكان متوسط دخل الذكور 27,721 دولارًا مقابل 14,514 دولارًا للإناث. وسجل دخل الفرد الخاص بالمدينة 12,980 دولارًا. وكانت نسبة 16.4% من العائلات ونسبة 23.1% من السكان تحت خط الفقر، وكان من هؤلاء نسبة 32.3% تحت سن الثامنة عشر ونسبة 19.1% في الخامسة والستين من العمر وما فوق.

### تعداد عام 2010
بلغ عدد سكان إلدورادو 4,122 نسمة بحسب تعداد عام 2010، وبلغ عدد الأسر 1,796 أسرة وعدد العائلات 1,044 عائلة مقيمة في المدينة. في حين سجلت الكثافة السكانية 625.5 نسمة لكل كيلومتر مربع (1,620.0/ميل2). وبلغ عدد الوحدات السكنية 2,053 وحدة بمتوسط كثافة قدره 311.5 لكل كيلومتر مربع (806.8/ميل2).
وتوزع التركيب العرقي للمدينة بنسبة 97.28% من البيض و0.80% من الأمريكيين الأفارقة و0.22% من الأمريكيين الأصليين و0.10% من الأمريكيين ذوي الأصول الآسيوية و0.07% من سكان جزر المحيط الهادئ و0.46% من الأعراق الأخرى و1.07% من عرقين مختلطين أو أكثر و1.26% من الهسبانيون أو اللاتينيون من أي عرق.
بلغ عدد الأسر 1,796 أسرة كانت نسبة 28.3% منها لديها أطفال تحت سن الثامنة عشر تعيش معهم، وبلغت نسبة الأزواج القاطنين مع بعضهم البعض 38.1% من أصل المجموع الكلي للأسر، ونسبة 14.1% من الأسر كان لديها معيلات من الإناث دون وجود شريك،  بينما كانت نسبة 5.8% من الأسر لديها معيلون من الذكور دون وجود شريكة وكانت نسبة 41.9% من غير العائلات. تألفت نسبة 37.1% من أصل جميع الأسر من عدة أفراد يعيشون في نفس المنزل ونسبة 16.7% كانت تتألف من شخص يعيش بمفرده يبلغ من العمر 65 عاماً أو أكثر. وبلغ متوسط حجم الأسرة المعيشية 2.21، أما متوسط حجم العائلات فبلغ 2.85.
بلغ العمر الوسطي للسكان 41.3 عاماً. وكانت نسبة 22.2% من القاطنين تحت سن الثامنة عشر، وكانت نسبة 8.8% بين الثامنة عشر والرابعة والعشرين عاماً، ونسبة 23.7% كانت واقعةً في الفئة العمرية ما بين الخامسة والعشرين والرابعة والأربعين عاماً، ونسبة 25.2% كانت ما بين الخامسة والأربعين والرابعة والستين، ونسبة 20.1% كانت ضمن فئة الخامسة والستين عاماً فما فوق. وتوزع التركيب الجنسي للسكان بنسبة 47.6% ذكور و52.4% إناث.

## أعلام
- جورج باركر
- براندون فيلبس
- ديفيد د. فيلبس
- كيندال راين
- جينيت موت أوكسفورد